# Auguste Corteau
Petros Chatzopoulos, noto anche con lo pseudonimo di Augustos Kortò (Salonicco, 1979), è uno scrittore e traduttore greco.

## Biografia
È nato e cresciuto a Salonicco, dove ha studiato alla facoltà di medicina dell’Università Aristotele, senza però completare i suoi studi. Nel 1999 ha pubblicato la sua prima raccolta di racconti dal titolo Il libro dei vizi; da allora si occupa, in maniera sistematica, di scrittura e di traduzione. Ormai vive ad Atene, nel quartiere Exarchia.
Kortò si batte contro le discriminazioni a sfondo sessuale e a causa del suo orientamento e delle sue posizioni ha subito attacchi verbali. Nel novembre del 2004 ha sposato, nello Stato di New York, il suo compagno. Il 25 gennaio del 2016 ha firmato con lui l’unione civile e sono fra le prime coppie ad aver contratto unione civile nel primo giorno della loro entrata in vigore in Grecia.
Infine è produttore di stazioni radiofoniche on-line.

## Opere
I suoi primi libri sono influenzati dalle opere del Marchese de Sade, in quelli successivi però tratta temi quali: la morte, la depressione (di cui lui stesso ha sofferto), la maternità e l’amore. Ruolo decisivo nelle sue opere ha giocato il suicidio della madre,  la cui vita è stata tradotta in racconto ne Il libro di Katerina che è stato portato anche sulle scene teatrali. 
Oltre ai romanzi ha scritto anche poesie, opere teatrali e per ragazzi, traduce soprattutto opere di prosa americana contemporanea. Ha scritto inoltre la sceneggiatura e la musica del film Testosterone di Giorgos Panousopoulos.